# Сергій Монастирьов
Сергій Монастирьов (5 квітня, 1983 Україна). Нападник (англ. Wing) національної збірної України з регбі.